# Gran Paradiso
Gran Paradiso ou Grand Paradis (em italiano:  Gran Paradiso, em francês:  Grand Paradis) é uma montanha dos Alpes, mais propriamente nos Alpes Graios, com altitude de 4061 m e 1879 m de proeminência topográfica. É a sétima mais alta montanha dos Alpes Graios.
Esta montanha está perto do monte Branco e da fronteira França-Itália. Fica dentro do Parque Nacional Gran Paradiso; no lado francês da fronteira, o parque continua com o Parque nacional Vanoise. O Gran Paradiso é a única montanha cujo cume supera os 4000 metros de altitude e que se encontra inteiramente dentro do território italiano.
O cume mais alto foi alcançado pela primeira vez em 4 de setembro de 1860 por J. J. Cowell, W. Dundas, J. Payot e J. Tairraz. Hoje é considerada como uma ascensão fácil, exceto no que se refere aos últimos 60 metros até ao cume. As ascensões normalmente começam no refúgio Chabod ou do refúgio Vittorio Emanuele Secondo. Este segundo refúgio deve o seu nome a Vítor Emanuel II da Itália, que criou a reserva real de Gran Paradiso em 1856, de onde teve origem o que seria o atual parque nacional.
Segundo a classificação SOIUSA, o Gran Paradiso pertence:
- Grande parte: Alpes Ocidentais
- Grande setor: Alpes do Noroeste
- Secção: Alpes Graios
- Subsecção: Alpes do Gran Paradiso
- Supergrupo: Maciço do Gran Paradiso
- Grupo: Gran Paradiso-Roccia Viva
- Subgrupo: Grupo do Gran Paradiso
- Código: I/B-7.IV-A.2.a